# فغورا
فغورا هي بلدية في مالطا، تتبع المنطقة الجنوبية الشرقية (مالطا) ‏، بلغ عدد سكانها 11٬670  نسمة، في 2014.